# All I Really Want to Do
All I Really Want to Do – piosenka skomponowana przez Boba Dylana, nagrana przez niego w czerwcu 1964 i wydana na czwartym studyjnym albumie Another Side of Bob Dylan w sierpniu 1964.

## Historia i charakter utworu
Jeden z najpopularniejszych utworów Dylana, zapowiadał niezwykłymi rymami i grą słów to, co później Dylan, i to w daleko większym stopniu, realizował na następnych trzech albumach.
Większość piosenek na Another Side of Bob Dylan, to utwory skierowane do kobiet, takie, których tematem są kobiety i takie, które łączą obie możliwości. „All I Really Want to Do” należy do pierwszej grupy.
Kompozycję tę można odebrać jako prostą piosenkę o prostym mężczyźnie, który po prostu nie chce być nikim większym i innym, niż jest, i który chce utrzymać tak samo swój związek, chociaż odczuwa, że to może być niemożliwe. Dlatego też jego głos brzmi nieco sarkastycznie a wymieniana lista rzeczy, których on nie chce robić (czy być nimi) zmierza do zdania I don't want you to... be like me. Specyfika języka angielskiego – „you” oznacza zarówno „ty” jak i „wy” – powoduje, że może się to odnosić zarówno do kobiety, jak i do publiczności, a zwłaszcza fanów. Zdanie to zakończone jest króciutkim śmiechem, co może być wyrazem zarówno sarkazmu, jak i podstawowego braku pewności Dylana w tym okresie. Ma to swoje źródło w porzuceniu go przez Suze Rotolo. Z drugiej strony ten śmiech i ton głosu mogą także sugerować, że on chce zupełnie innych rzeczy niż wymienia.
Dylan dojrzał jako mężczyzna i z piosenek o miłości romantycznej przeszedł do piosenek o miłości erotycznej i o związkach seksualnych. Właściwie cały ten album – poprzez sposób śpiewu – sygnalizuje, że „jestem do wzięcia”. Również jego zachowanie w tym okresie także to wyrażało – np. szybki i energiczny sposób jego poruszania się.
Kompozycję tę można także zinterpretować jako parodię wczesnej dialektyki feministycznej i tego, jak zareagowali na nią mężczyźni. W połowie lat 60. XX wieku modne było krytykowanie sterowanej testosteronem „samczości”, którą oddawało przejęte z języka hiszpańskiego określenie „machismo”. 
Dylan podejmuje te tematy w sposób żartobliwy, dowcipny i przyjacielski.

## Wersje Dylana
- 9 czerwca 1964 - sesje do albumu; ostatnia sesja
- 26 czerwca 1964 - występ na Newport Folk Festival
- Kon. września 1964 - koncert w „Town Hall” w Filadelfia w stanie Pensylwania
- 24 października 1964 - koncert w „Symphony Hall” w Bostonie w stanie Massachusetts
- 31 października 1964 - koncert w „Philharmonic Hall” w Nowym Jorku. Album
- 27 marca 1965 - koncert w „Civic Auditorium” w Santa Monica w Kalifornii
- 7 maja 1965 - koncert we „Free Trade Hall” w Manchesterze w Anglii, Wielka Brytania
- 9 maja 1965 - koncert w 'Royal Albert Hall” w Londynie w Anglii, Wielka Brytania
- 24 lipca 1965 - popołudniowe warsztaty muzyczne we Freebody Park w Newport w czasie Newport Folk Festival
- Światowe Tournée 1978 - utwór był wykonywany regularnie w czasie tego tournée; nagranie z 1 marca 1978 zostało umieszczone na koncertowym albumie Bob Dylan at Budokan w Tokio.

## Dyskografia
- Bob Dylan's Greatest Hits, Volume II (1971)
- Bob Dylan at Budokan (1979)
- The Bootleg Series Vol. 6: Bob Dylan Live 1964, Concert at Philharmonic Hall
- Dylan (2007)

## Inne wykonania
- The Byrds - Mr. Tambourine Man (1965); Greatest Hits (1967 i 1999); Byrds Play Dylan (1980); Byrds (1990); Definitive Collection (1995)
- Hugues Aufray - Chante Dylan (1965)
- Douane Eddy - Douane Does Dylan (1965)
- The McCoys - Hang On Sloopy (1965)
- Billy Strange - Folk Rock Hits (1965)
- The Surfaris - It Ain't Me Babe (1965)
- Baroque Inevitable - Baroque Inevitable (1966)
- Sebastian Cabot - Sebastian Cabot, Actor - Bob Dylan, Poet (1967)
- The Hollies - Hollies Sing Dylan (1969)
- Bold - Bold (1970)
- World Party - Party Revolution (1986)
- The Four Seasons - Four Seasons Sing Big Hits (1988)
- Flower Power - Flower Power (1990)
- Sebastian Cabot na albumie różnych wykonawców Golden Throats, Volume 2: More Celebrity (1991)
- Julian Coryell - Duality (1997)
- Cher - Bang Bang: Early Years (1999)
- Gerard Quaintana and Jordi Batiste - Els Miralls de Dylan (1999)
- Bryan Ferry - Dylanesque (2007)